# Rezolucja Rady Bezpieczeństwa ONZ nr 744
Rezolucja Rady Bezpieczeństwa ONZ nr 744 została przyjęta bez głosowania 25 lutego 1992 r.
Po przeanalizowaniu wniosku San Marino o członkostwo w Organizacji Narodów Zjednoczonych, Rada zaleciła Zgromadzeniu Ogólnemu przyjęcie tego państwa do swojego grona.

## Źródło
- UNSCR - Resolution 744